# Rasha Thadani
Rasha Thadani (Marathi राशा थडानी; * 16. März 2005 in Mumbai) ist eine indische Schauspielerin.

## Leben und Karriere
Thadani wurde am 16. März 2005 in Mumbai geboren. Sie ist die Tochter der Schauspielerin Raveena Tandon und des Filmverleihers Anil Thadani. Ihren Abschluss machte sie an der Dhirubhai Ambani International School. Ihr Debüt gab sie 2025 im Film Azaad. Unter anderen wird sie in dem Film Simbaa zu sehen sein.

## Filmografie
- 2025: Azaad